# Nicomachus (zoon van Machaon)
Nicomachus (Oudgrieks Νικόμαχος) was een van de zoons van Machaon, de zoon van Aesculapius, bij Anticleia, de dochter van Diocles, koning van Pherae, in Messenië. Volgens Pausanias (IV 30 § 2.) volgde hij na de dood van zijn grootvader deze op als koning, tezamen met zijn broer Gorgasus, en wordt daarom door sommigen in de 12e eeuw v.Chr. geplaatst. Beide broers volgden het voorbeeld van hun vader, door de heelkunst te blijven uitoefenen, voor dewelke ze godgelijke eer ontvingen na hun dood en een heiligdom te Pherae, gesticht door Isthmius, de zoon van of Glaucus (Id., IV 3 § 6.). In de Suda (s. v. Νικόμαχος.) wordt gezegd dat hij een inwoner van Stageira in Macedonië was; maar het is niet erg waarschijnlijk dat deze stad toen al bestond. Er schijnt ook gezegd te worden dat hij zes boeken over geneeskunde (Ἰατρικά) en één over natuurkunde (Φυσικά) zou hebben geschreven, maar dit is waarschijnlijk onjuist. In feite moet Nicomachus beschouwd worden als een puur mythologisch personage. Volgens Hermippus (ap. Diog. Laërt. V 1 § 1.) was hij de voorouder van Nicomachus, de vader van Aristoteles.

## Referentie
W. Smith, art. Nicomachus (1), in W. Smith, A dictionary of Greek and Roman biography and mythology, Londen, 1873, p. 1194.